# Нобулеві
Нобулеві (груз. ნობულევი) — село в Грузії.
За даними перепису населення 2014 року в селі проживає 121 особи.